# Обвуа
Обвуа (фр. Aubevoye) — ассоциированная коммуна на севере Франции, регион Нормандия, департамент Эр, округ Лез-Андели, кантон Гайон. Расположена в 28 км к северо-востоку от Эврё и в 48 км к юго-востоку от Руана, в 5 км от автомагистрали А13 "Нормандия", на берегу реки Сена.
Население (2013) — 5 043 человека.
С 1 января 2016 года входит в состав новой коммуны Ле-Валь-д'Азе.

## Достопримечательности
- Церковь Святого Георгия XII-XVI веков, памятник истории
- Шато де Турнебю (Château de Tournebut) XIX века

## Экономика
Структура занятости населения:
- сельское хозяйство — 0,0 %
- промышленность — 20,8 %
- строительство — 4,8 %
- торговля, транспорт и сфера услуг — 57,5 %
- государственные и муниципальные службы — 16,9 %

Уровень безработицы (2011 год) - 14,2 % (Франция в целом — 12,8 %, департамент Эр — 12,5 %). 

Среднегодовой доход на 1 человека, евро (2011 год) - 21 773 (Франция в целом — 25 140, департамент Эр — 24 232).

## Демография
Динамика численности населения, чел.

## Администрация
Пост мэра Обвуа с 1995 года по сентябрь 2015 года занимал представитель левых Жан-Люк Решер (Jean-Luc Recher), представитель кантона в Совете департамента Эр. На муниципальных выборах 2014 года он был единственным кандидатом на пост мэра. После смерти Решера в сентябре 2015 года его место занимал Франсис Розе, с 6 по 31 декабря 2015 года - Мишель Пюшё (Michèle Pucheu). С 1 января 2016 года он избран мэром новой коммуны Ле-Валь-д'Азе, в состав которой вошел Обвуа.

## Города-побратимы
- Зарштедт, Германия
- Ламбиду, Мали

## Галерея

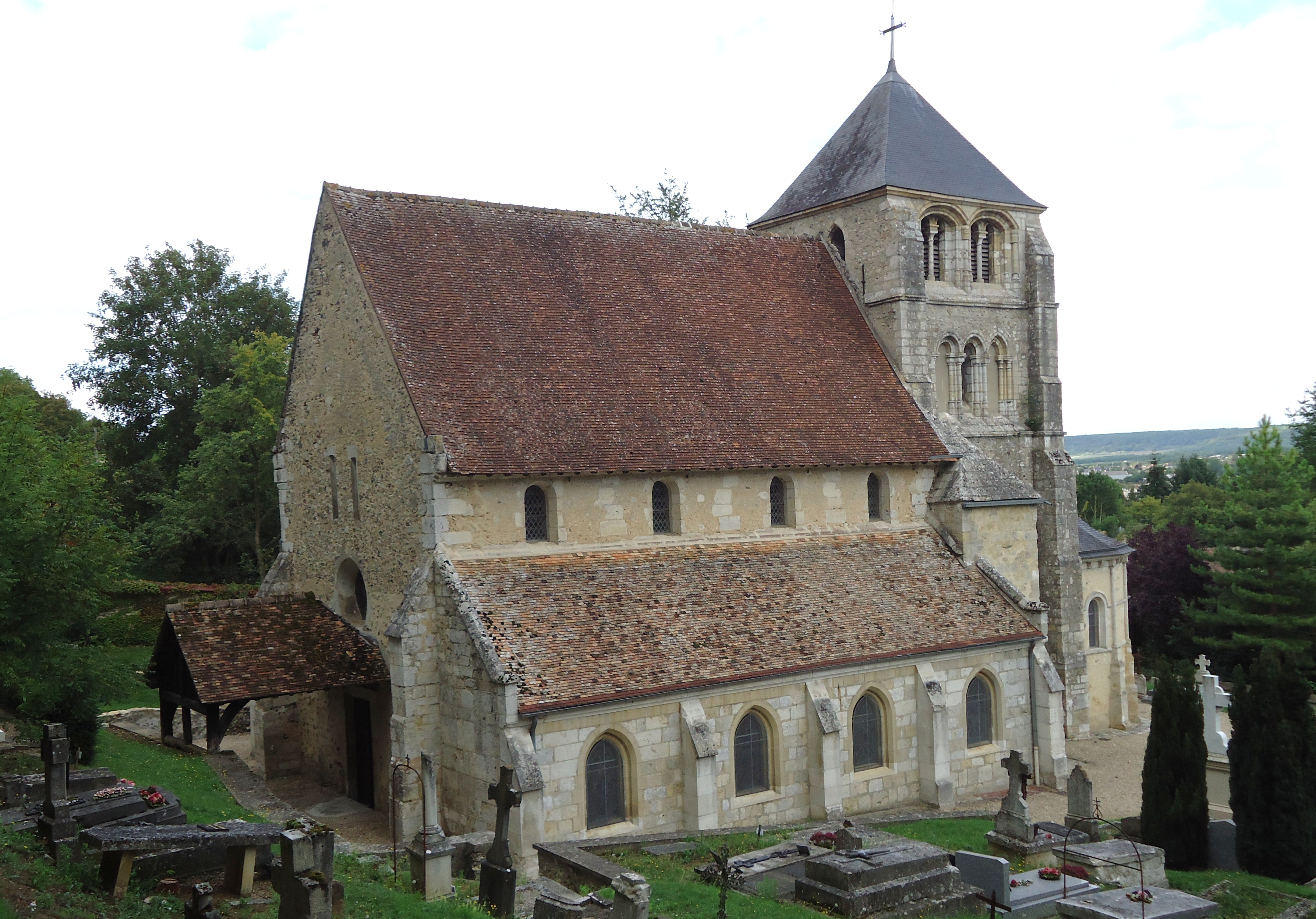
Церковь Святого Георгия
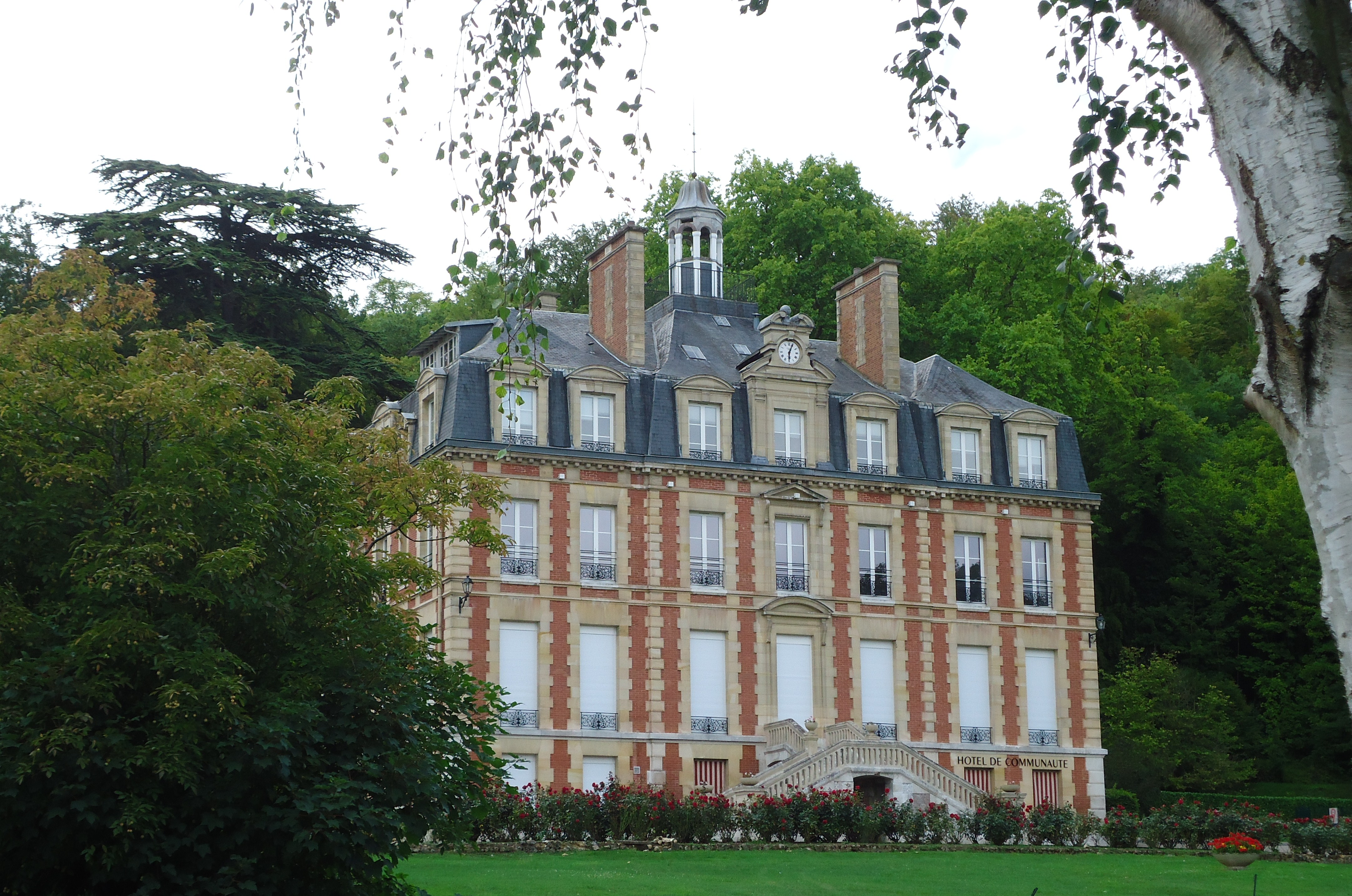
Шато де Турнебю